# Copa Wantok
La Copa Wantok es una competición internacional organizada por la OFC, donde compiten las selecciones de fútbol de Islas Salomón, Papúa Nueva Guinea y Vanuatu. El torneo está pensado para ser jugado tres veces al año, dos veces en julio y una en septiembre, como parte de los festejos de la independencia de los tres países.
La Confederación de Fútbol de Oceanía, entre otros entes futbolísticos del continente, la describieron la competición como la heredera de la extinta Copa Melanesia, a pesar de que Fiyi y Nueva Caledonia no entraban en el formato. Sin embargo, Eddie Ngava, Secretario General de la Federación de Fútbol de las Islas Salomón y principal propulsor de esta copa, negó una relación entre la Wantok Cup y el antiguo torneo regional.
Pero no todo se dio como se esperaba, y los problemas financieros surgieron en el primer año. A pesar de que el torneo a jugarse en las Islas Salomón fue todo un éxito, los campeonatos previstos a jugarse en Papúa Nueva Guinea y Vanuatu fueron suspendidos.
En 2009, los problemas financieros se juntaron con las especulaciones de los diarios locales sobre la preparación de los equipos. El Vanuatu Daily Post alegó que la selección salomonense se estaba preparando muy duro, algo que no sucedía con Vanuatu y Papúa Nueva Guinea, lo que daba a imaginar una edición ganada por las Islas Salomón de manera simple. Además los papús se negaban a recibir la edición que debía jugarse en su país, por lo que solo quedarían las ediciones de Vanuatu y las Islas Salomón. Pero ninguno de los dos torneos se jugó.
En 2010, prácticamente no se habló de esta competición, los medios locales no publicaron noticias y las asociaciones y federaciones de los 3 países relacionados no acotaron nada sobre el tema. Aunque se disputó la Copa Wantok Junior, donde jugaron tres seleccionados vanuatuenses, uno de las Islas Salomón y otro de Nueva Caledonia, todos con jugadores Sub-15.
La primera edición de 2011 fue jugada como forma de festejo de la independencia vanuatuense, aunque los medios no la llamaron "Copa Wantok", Vanuatu ganó por 2-0 sobre las Islas Salomón.
Nunca más se habló de la copa y aparentemente está extinta, al no llegar a ser un evento exitoso. 

## Resultados
| Año                 | Sede               | Campeón              | SubCampeón         | Tercero              |
| ------------------- | ------------------ | -------------------- | ------------------ | -------------------- |
| Julio 2008 Detalles | Islas Salomón      | Islas Salomón Sub-23 | Vanuatu            | Islas Salomón        |
| Julio de 2008       | Vanuatu            | suspendida           |                    |                      |
| Diciembre de 2008   | Papúa Nueva Guinea | suspendida           |                    |                      |
| Julio de 2009       | Islas Salomón      | suspendida           |                    |                      |
| Julio de 2009       | Vanuatu            | suspendida           |                    |                      |
| 2010 Detalles       | Vanuatu            | Islas Salomón Sub-15 | Vanuatu Sur Sub-15 | Vanuatu Norte Sub-15 |
| 2011 Detalles       | Vanuatu            | Vanuatu              | Islas Salomón      |                      |

1. ↑  La competencia de 2010 no es considerada una edición de la Copa Wantok, sino de la Copa Wantok Junior
2. ↑  El torneo de 2011 fue realizado por los festejos de la independencia de Vanuatu, pero no fue considerado como una edición de la Copa Wantok por los medios locales

## Palmarés
| pos. | Selección            | Año           |
| ---- | -------------------- | ------------- |
| 1    | Islas Salomón Sub-23 | Julio de 2008 |
| 1    | Islas Salomón Sub-15 | 2010          |
| 1    | Vanuatu              | Julio de 2011 |